# Jesse Spencer
Jesse Spencer   (Melbourne, 12 de febrer de 1979) és un actor australià. El seu paper més conegut és el del doctor Robert Chase a la sèrie televisiva House, MD.

## Biografia
Nascut el 12 de febrer de 1979 a Melbourne (Austràlia), és fill del doctor Rodney i de Robyn Spencer, fundadors del partit polític australià Australians Against Further Immigration.
El seu debut com a actor, que el feu famós a Austràlia i al Regne Unit, fou a la sèrie Neighbours (coneguda a Catalunya com Veïns) juntament amb Jason Donovan i Kylie Minogue.
Després d'altres col·laboracions en diferents pel·lícules, l'èxit als EUA li arribà amb el paper del Dr. Chase a la sèrie House, MD. Posteriorment, mentre compartia rodatge a Flourish amb la seva companya a House Jennifer Morrison, van anunciar el seu compromís, però el van cancel·lar l'agost de 2007.

## Filmografia
- House, MD (TV) (2004)
- Swimming Upstream (2003)
- Uptown Girls (2003)
- Death in Holy Orders (2003)
- Los Robinsons de los Mares del Sur (2002)
- Winning London (2001)
- Lorna Doone (TV) (2000)